# سده ۱ (میلادی)
سدهٔ ۱ میلادی یا قرن اول (نخست، یکم) میلادی، در تقویم گریگوری به فاصلهٔ سال‌های ۱ تا ۱۰۰ میلادی گفته می‌شود.
| سده‌ها: | سده ۱ - سده ۱ - سده ۲                   |
| دهه‌ها: | ۱۰۰ ۱۱۰ ۱۲۰ ۱۳۰ ۱۴۰ ۱۵۰ ۱۶۰ ۱۷۰ ۱۸۰ ۱۹۰ |

## رویدادها
- ۱ (میلادی)؛ انقراض شیرها در اروپای باختری.
- ۸-۲۸ (میلادی)؛ برافتادان دودمان هان در چین.
- ۲۸-۷۵ (میلادی)؛ رهیابی بودایی‌گری به چین.
- ۲۷-۳۶ (میلادی)؛ به صلیب کشیدن عیسای ناصری
- حاشیه‌نویسان تنخ کتاب مقدس یهودیان را اعراب‌گذاری نمودند.
- نخستین نگارش آموزه‌های بودا به دست‌راهبان بودایی در سری‌لانکا.
- تاسیتوس از سوئون‌ها نام می‌برد، مردمانی که در آینده سوئدی‌ها خوانده‌شدند.
- کائوندینیا برهمن هندی با شهبانو سوما پیمان زناشویی بست و پادشاهی کامبوج پیشاآنگکور را در فونان پایه‌ریزی نمود.
- گوت‌ها در شمال لهستان جاگیر شدند، آنها که گوتیسکاندزا خوانده‌می‌شدند فرهنگ ویلبارک را سامان دادند.
- ۱۹ ژوئیه۶۴ (میلادی)؛ آتش‌سوزی بزرگ رم، آغاز آزار مسیحیان در روم.
- اوت ۷۰ (میلادی)؛ ویران‌کردن نیایشگاه هیرود در اورشلیم به دست رومیان زیر فرمان تیتوس.
- اوت ۷۹ (میلادی)؛ پمپئی و هرکولانئوم بر اثر گدازه‌های آتشفشانی کوه وسوویوس نابودشدند.
- امپراتوری روم در روزگار تراژان به بزرگ‌ترین اندازه خود رسید.
- سالن بزرگ آرنا ساخته‌شد.

## چهره‌های سرشناس
- جومونگ.
- آپولونیوس تیانایی.
- آکیبا.
- آرمینیوس.
- بودیکا.
- آگوستوس.
- کالیگولا.
- کلاودیوس.
- کلمنت یکم.
- دومیتین.
- الیشا بن ابویه.
- گالبا.
- هرون اسکندریه‌ای.
- حلل مهتر.
- ایگناتیوس انطاکی.
- یعقوب دادگر (جیمز قدیس)
- عیسای ناصری.
- یحیای تعمیددهنده.
- یوسفوس.
- لیوی.
- نرون.
- نروا.
- اوتو.
- پولس.
- فیلون.
- پلینی مهتر.
- پونتیوس پیلاطس.
- سنکای کهتر.
- استرابون.
- تاسیتوس.
- تیبریوس.
- تیتوس.
- تراژان.
- وسپازین.
- ویتلیوس.
- وانگ چونگ.

## یافته‌ها و نوآوری‌ها
- کتاب به ریخت نوین نخستین بار در روم پدیدار شد.
- صحافی کتاب.
- اختراعات هرون اسکندریه‌ای.

## دهه‌ها و سال‌ها
‎